# Дронжна
Дронжна (пол. Drążna) — село в Польщі, у гміні Слупца Слупецького повіту Великопольського воєводства.
Населення — 322 особи (2011).
У 1975-1998 роках село належало до Конінського воєводства.

## Демографія
Демографічна структура станом на 31 березня 2011 року:
|          | Загалом | Допрацездатний вік | Працездатний вік | Постпрацездатний вік |
| -------- | ------- | ------------------ | ---------------- | -------------------- |
| Чоловіки | 156     | 35                 | 108              | 13                   |
| Жінки    | 166     | 40                 | 93               | 33                   |
| Разом    | 322     | 75                 | 201              | 46                   |